# Herbert Henniker Heaton
Herbert Henniker Heaton (Nueva Gales del Sur, 9 de febrero de 1880-Reino Unido, 24 de enero de 1961) fue un administrador colonial británico.

## Biografía

### Primeros años
Fue hijo de John Henniker Heaton, miembro del Parlamento Brtiánico y periodista en Australia, y de Rose Bennett.
Se educó en el Eton College, Windsor, Berkshire, Inglaterra, y en 1901 se graduó del New College, de la Universidad de Oxford, con un bachillerato en Artes.

### Carrera
Se unió al Colonial Office y fue nombrado Secretario Colonial de Gambia, en el África Occidental Británica, en 1917. Entre 1918 y 1920 se desempeñó como gobernador interino de dicha colonia. Fue Secretario Colonial de las Islas Malvinas en 1921, y gobernador interino entre junio de 1923 y junio de 1924, por ausencia temporal del gobernador John Middleton.
Fue Secretario Colonial de las Bermudas entre 1925 y 1929, y de Chipre entre 1929 y 1934. Ocupó el cargo de gobernador y Comandante en Jefe de las Islas Malvinas, en litigio con Argentina, entre febrero de 1935 y de 1941.
Fue investido como caballero comendador de la Orden de San Miguel y San Jorge.

### Vida personal
En cuanto a su vida personal, en 1905 se casó con Susan Angele Phoebe Anne Talbot-Crosbie, con quien tuvo cuatro hijos. Contrajo matrimonio por segunda vez con Helena Iris McCallum en 1926, con quien tuvo un hijo, y por tercera vez con Gladys Meta Francis en 1947.